# Juliette Pasqualini
Pour les articles homonymes, voir Pasqualini.
Juliette Pasqualini, épouse Conneau (Menars, 2 juin 1838 - Paris, 9 août 1906), est une cantatrice corse qui se distingua à la Cour de Napoléon III où son mari, médecin de ce dernier, la fait entrer.

## Biographie
Fille de Jules Pasqualini, peintre corse monté à Paris pour être nommé inspecteur des Beaux-Arts par Napoléon III, Juliette Pasqualini est née à Menars.
Dès son plus jeune âge, la petite Juliette montre de réelles dispositions pour la musique et le chant. Ses parents, inquiets de sa précocité, refusent de lui donner des cours de chant et essayent de la détourner vers la peinture. Un ami des Pasqualini, Henri Conneau, médecin de l'empereur Napoléon III, se prend de passion pour la jeune fille, alors âgée de quatorze ans, demande sa main et lui promet de la laisser chanter et de lui donner des professeurs de chant. Une dispense du Pape et un décret de l'Empereur ont permis ce mariage, compte tenu de l'âge de la mariée.
Grâce à son mari, elle mît ses talents de cantatrice au service de la Cour de l'Empereur. Elle donna des concerts de bienfaisance au profit d'une œuvre dont son mari était fondateur et chanta au Théâtre des Italiens.
Sous l'Empire, le salon de Madame Conneau, était le rendez-vous des célébrités, Charles Gounod, Daniel Auber, Henry Cohen.
La guerre de 1870 mit fin à ses représentations parisiennes. Pendant son séjour à Londres, elle chanta devant la reine et interpréta Gallia de Gounod pour l'ouverture du Royal Albert Hall. En 1872, elle rentre en France, à Nice, où elle donne des concerts. En 1885, elle revient à Paris pour y donner des cours de chant.
Elle meurt le 9 août 1906, laissant deux enfants, Louis Conneau et Henriette Conneau.